# Oldenlandia verticillata
Oldenlandia verticillata är en måreväxtart som beskrevs av Carl von Linné. Oldenlandia verticillata ingår i släktet Oldenlandia och familjen måreväxter. Inga underarter finns listade i Catalogue of Life.